# Willie Simmons
Willie Simmons (New Orleans, 3 agosto 1962) è un ex cestista statunitense, professionista in Spagna.

## Carriera
Venne selezionato dai Sacramento Kings al quarto giro del Draft NBA 1985 (76ª scelta assoluta), ma non giocò mai nella NBA.

## Palmarès
- CBA All-Defensive First Team (1991)